# Campeonato Mundial de Ciclocross de 2018
O Campeonato Mundial de Ciclocross de 2018, a sexagésima-nona edição das Campeonato Mundial de Ciclocross, teve lugar entre 3 e 4 de fevereiro de 2018 em Fauquemont nos Países Baixos.

## Organização
O Campeonato Mundial estão organizados baixo o égide da União Ciclista Internacional. Foi sediado num circuito inédito para esta 69.º edição, e a oitava vez que a prova está organizada nos Países Baixos, a última edição proveniente de 2014.
Os horários da carreira estão dados em hora local.
| Sábado 3 de fevereiro - - 11h 00 : Juniores - 13h 00 : Mulheres Menos de 23 anos - 15h 00 : Mulheres Elites | Domingo 4 de fevereiro - - 11h 00 : Homens Menos de 23 anos - 15h 00 : Homens Elites |

### Resultados Homens
| Provas           | Ouro          | Prata                  | Bronze               |
| ---------------- | ------------- | ---------------------- | -------------------- |
| Elites           | Wout Van Aert | Michael Vanthourenhout | Mathieu van der Poel |
| Menos de 23 anos | Eli Iserbyt   | Joris Nieuwenhuis      | Yan Gras             |
| Juniores         | Ben Tulett    | Tomáš Kopecký          | Ryan Kamp            |

### Resultados Mulheres
| Provas           | Ouro          | Prata                      | Bronze        |
| ---------------- | ------------- | -------------------------- | ------------- |
| Elites           | Sanne Cant    | Katherine Compton          | Lucinda Brand |
| Menos de 23 anos | Evie Richards | Ceylin Del Carmen Alvarado | Nadja Heigl   |

## Classificações

### Carreira masculina
| Pos                              | Ciclista               | País          | Tempo         |
| -------------------------------- | ---------------------- | ------------- | ------------- |
|                                  | Wout Van Aert          | Bélgica       | 1 h 9 min 0 s |
| Medalha de prata, Copa do Mundo  | Michael Vanthourenhout | Bélgica       | +2 min 13 s   |
| Medalha de bronze, Copa do Mundo | Mathieu van der Poel   | Países Baixos | 2 min 30 s    |
| 4.                               | Toon Aerts             | Bélgica       | +3 min 16 s   |
| 5.                               | Lars van der Haar      | Países Baixos | 4 min 29 s    |
| 6.                               | Gioele Bertolini       | Itália        | +4 min 42 s   |
| 7.                               | Tim Merlier            | Bélgica       | +4 min 56 s   |
| 8.                               | Laurens Sweeck         | Bélgica       | +5 min 21 s   |
| 9.                               | Daan Soete             | Bélgica       | +5 min 30 s   |
| 10.                              | Steve Chainel          | França        | +5 min 51 s   |

### Carreira masculina de menos de 23 anos
| Pos                              | Ciclista          | País           | Tempo       |
| -------------------------------- | ----------------- | -------------- | ----------- |
|                                  | Eli Iserbyt       | Bélgica        | 50 min 54 s |
| Medalha de prata, Copa do Mundo  | Joris Nieuwenhuis | Países Baixos  | 28 s        |
| Medalha de bronze, Copa do Mundo | Yan Gras          | França         | +35 s       |
| 4.                               | Adam Ťoupalík     | Chéquia        | 1 min 25 s  |
| 5.                               | Thijs Aerts       | Bélgica        | +1 min 44 s |
| 6.                               | Antoine Benoist   | França         | +1 min 55 s |
| 7.                               | Sieben Wouters    | Bélgica        | +2 min 25 s |
| 8.                               | Jakob Dorigoni    | Itália         | +2 min 56 s |
| 9.                               | Prenda Hecht      | Estados Unidos | +3 min 4 s  |
| 10.                              | Fraude Kielich    | Bélgica        | +3 min 11 s |

### Carreira masculina de juniores
| Pos                              | Ciclista          | País           | Tempo        |
| -------------------------------- | ----------------- | -------------- | ------------ |
|                                  | Ben Tulett        | Reino Unido    | 41 min 19 s  |
| Medalha de prata, Copa do Mundo  | Tomáš Kopecký     | Chéquia        | 22 s         |
| Medalha de bronze, Copa do Mundo | Ryan Kamp         | Países Baixos  | 30 s         |
| 4.                               | Tom Lindner       | Alemanha       | + 34 s       |
| 5.                               | Lane Maher        | Estados Unidos | + 35 s       |
| 6.                               | Pim Ronhaar       | Países Baixos  | 36 s         |
| 7.                               | Mees Hendrikx     | Países Baixos  | 48 s         |
| 8.                               | Gerben Kuypers    | Bélgica        | + 55 s       |
| 9.                               | Ryan Cortjens     | Bélgica        | + 59 s       |
| 10.                              | Thibault Valognes | França         | + 1 min 10 s |

### Carreira feminina
| Pos                              | Ciclista          | País             | Tempo       |
| -------------------------------- | ----------------- | ---------------- | ----------- |
|                                  | Sanne Cant        | Bélgica          | 49 min 34 s |
| Medalha de prata, Copa do Mundo  | Katherine Compton | Estados Unidos   | +12 s       |
| Medalha de bronze, Copa do Mundo | Lucinda Brand     | Países Baixos    | 26 s        |
| 4.                               | Christine Majerus | 55 s             |             |
| 5.                               | Elisabeth Brandau | Predefinição:ALL | +1 min 26 s |
| 6.                               | Kaitlin Keough    | Estados Unidos   | +1 min 45 s |
| 7.                               | Eva Lechner       | Itália           | +1 min 49 s |
| 8.                               | Ela Anderson      | Estados Unidos   | +1 min 57 s |
| 9.                               | Marlène Petit     | França           | +2 min 10 s |
| 10.                              | Caroline Mani     | França           | +2 min 38 s |

### Carreira feminina de menos de 23 anos

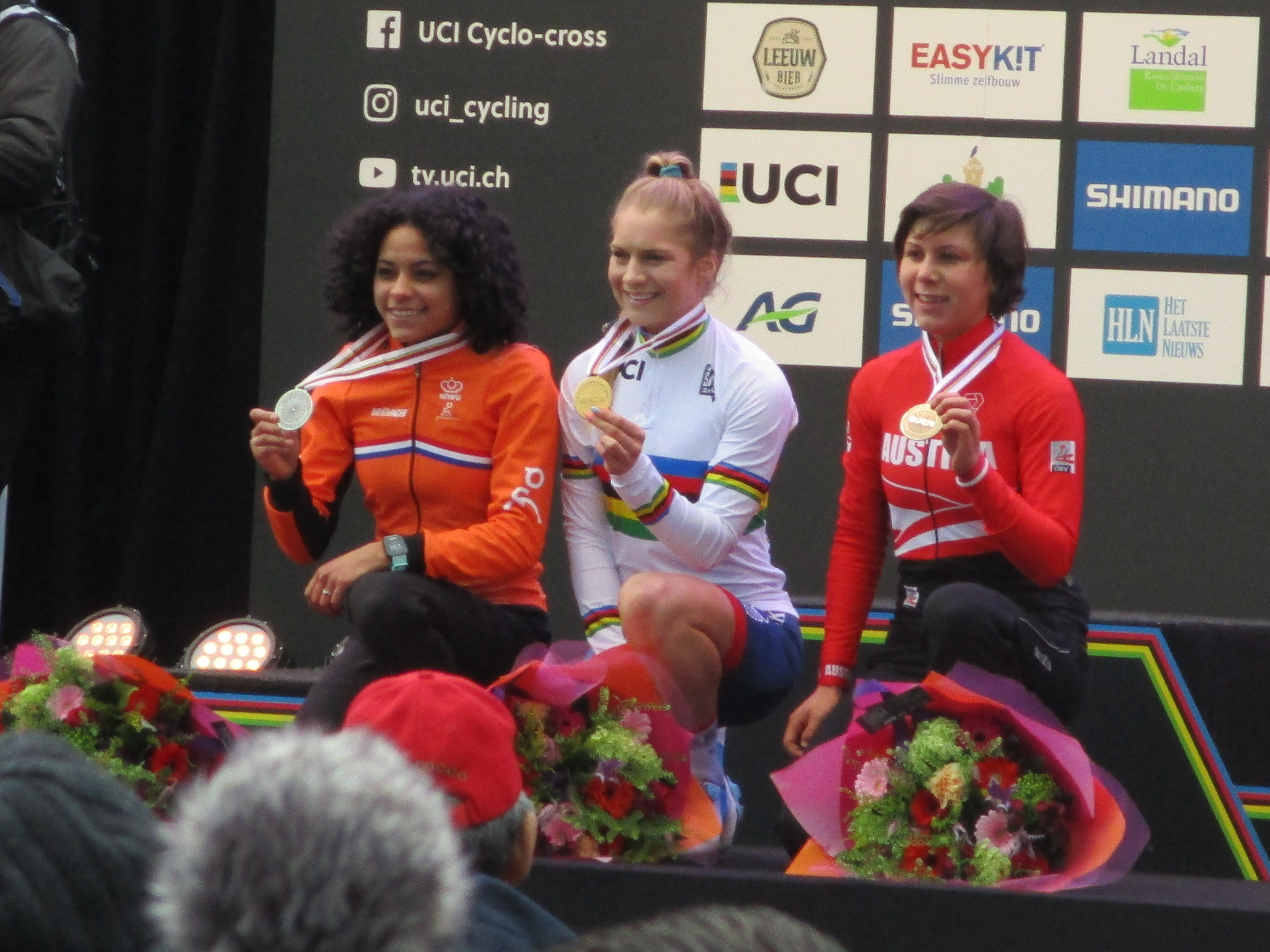

| Pos                              | Ciclista                   | País           | Tempo       |
| -------------------------------- | -------------------------- | -------------- | ----------- |
|                                  | Evie Richards              | Reino Unido    | 37 min 52 s |
| Medalha de prata, Copa do Mundo  | Ceylin Del Carmen Alvarado | Países Baixos  | 38 s        |
| Medalha de bronze, Copa do Mundo | Nadja Heigl                | 1 min 4 s      |             |
| 4.                               | Harriet Harnden            | Reino Unido    | 1 min 24 s  |
| 5.                               | Flor Nagengast             | Países Baixos  | 1 min 40 s  |
| 6.                               | Sara Casasola              | Itália         | +1 min 40 s |
| 7.                               | Emma White                 | Estados Unidos | +1 min 59 s |
| 8.                               | Marion Norbert-Riberolle   | França         | +2 min 3 s  |
| 9.                               | Adéla Šafářová             | Chéquia        | 2 min 3 s   |
| 10.                              | Laura Verdonschot          | Bélgica        | +2 min 41 s |

## Quadro das medalhas
| Ordem | País           | Medalha de ouro | Medalha de prata | Medalha de bronze | Total |
| ----- | -------------- | --------------- | ---------------- | ----------------- | ----- |
| 1     | Países Baixos  | 3               | 1                | 0                 | 4     |
| 2     | Reino Unido    | 2               | 0                | 0                 | 2     |
| 3     | Países Baixos  | 0               | 2                | 3                 | 5     |
| 4     | Estados Unidos | 0               | 1                | 0                 | 1     |
| 4     | Chéquia        | 0               | 1                | 0                 | 1     |
| 6     | Áustria        | 0               | 0                | 1                 | 1     |
| 6     | França         | 0               | 0                | 1                 | 1     |
| Total | Total          | 5               | 5                | 5                 | 15    |